# Walter Rohner
Walter Rohner (* 3. Juli 1923 in Rebstein; † 2. Mai 2002 in Bern) war ein Schweizer Politiker.

## Leben
Rohner besuchte die Schule in Urnäsch, dann die Stiftsschule Einsiedeln und studierte von 1945 bis 1950 Verwaltungswissenschaften an der Hochschule St. Gallen, wo er 1951 zum Dr. rer. publ. promovierte. Von 1950 bis 1952 war er Sekretär des Verbands Schweizerischer Schifflistickerei-Fabrikanten. Ab 1952 war er Chefredaktor der Schweizerischen Gewerbezeitung. Er zog nach Bern um, danach nach Köniz. Von 1967 bis 1971 war er konservativ-christlichsozialer Nationalrat und Mitglied der Militärkommission. Von 1973 bis 1988 war er Chefredaktor der Mitgliederzeitung des Touring Club Schweiz, und er war Präsident des Schweizerischen Strassenverkehrsverbands. Er war Mitglied des Schweizerischen Studentenvereins sowie Oberst der Schweizer Armee.